# Dům čp. 39 (Heřmanice)
Dům číslo popisné 39 je památkově chráněná stavba v Heřmanicích, obci na severu České republiky ve Frýdlantském výběžku Libereckého kraje.

## Poloha a historie
Objekt v obci leží po jižní straně silnice číslo III/03513, která spojuje zdejší někdejší přechod na česko-polské státní hranici s obcí Dětřichov ležící odtud východním směrem. Dům byl vybudován v letech na přelomu 18. a 19. století a sídlila v něm původně škola. Od 6. dubna 1966, po nabytí právní moci příslušných dokumentů, je zařazen do seznamu kulturních památek Československa, respektive České republiky.

## Popis
Patrový dům stojí na relativně velkém půdorysu ve tvaru obdélníka, přičemž svou delší stranou má situovanou podél komunikace. Dům je hrázděný se sedlovou střechou pokrytou taškami bobrovkami, jejíž jednolitost přerušují volská oka. Přízemní část lze rozdělit na dva trakty, přičemž jeho větší část je roubená a zbytek – v místech síně a chléva – je zděný. Do průchozí síně se vstupuje od komunikace ze severní strany, kde jsou do segmentově zaklenutého portálu instalovány dvoukřídlé dveře mající rámovou konstrukci. Nad nimi se na klenáku nachází štítek, na němž je patrná tabulka s textem:
No = 39
GL. G.

Na východní straně budovy se nachází boční vchod. Kolem něj je patrné trámkové ostění. Patro, které je zbudované z hrázděného zdiva, nese v přízemní části po celém obvodu budovy podstávka. Celá západní strana a štít na protilehlé východní jsou kompletně zakryty jednoduchým svislým dřevěným bedněním. Z jižní strany je k domu přistavěn přízemní zděný objekt zakrytý pultovou střechou.